# Sonia Handelman Meyer
Sonia Handelman Meyer (* 12. Februar 1920 in Lakewood, New Jersey; † 11. September 2022 in Charlotte, North Carolina) war eine US-amerikanische Fotografin, die als Mitglied der New York Photo League vor allem für ihre Straßenfotografie bekannt wurde.  

## Leben
Sonia Handelman Meyer wurde als Tochter jüdischer Einwanderer aus Osteuropa geboren. Sie studierte Englisch am Queens College und gehörte 1941 zur ersten Abschlussklasse. Sie begann sich für Fotografie zu interessieren, als eine ihrer Schwestern ihr zum Abschluss eine Kodak-Kamera schenkte. Nur wenige Tage vor dem japanischen Angriff auf Pearl Harbor segelte sie nach Puerto Rico, um für das Signal Corps zu arbeiten. Nach dem Signal Corps arbeitete Sonia Handelman Meyer für das Office of War Information und als Filmentwicklerin für eine Foto-Nachrichtenagentur, wo sie Weegee (Arthur Fellig), einen Pionier des Fotojournalismus, kennenlernte. Während eines Aufenthalts in Puerto Rico erfuhr sie von der Photo League, die ihren Sitz in New York City hatte.
Im Jahr 1944 wurde Sonia Handelman Meyer Sekretärin der Photo League und gehörte auch dem von Marynn Ausubel geleiteten Lewis Hine Committee an.  Eine ihrer Fotografien wurde in einer Ausstellung der Photo League in der New York Times gezeigt. Die Photo League gab ihr auch die Möglichkeit, die Armen- und Einwandererviertel New Yorks zu dokumentieren. In dieser Zeit lernte Sonia Handelman Meyer auch The Weavers kennen, eine populäre Folkgruppe, die in den Catskills auftrat, wo Meyer arbeitete. Ihre Aufnahmen des Quartetts waren die ersten Werbefotos der legendären Folkgruppe, die Pete Seeger einem breiteren Publikum bekannt machten. Viele dieser Fotos werden heute in Büchern, auf Postkarten und in Zeitschriften reproduziert, oft ohne ihren Namen als Urheber zu nennen.
1947 wurde die New York Photo League vom amerikanischen Generalstaatsanwalt Tom Clark als subversiv eingestuft und zusammen mit einer Reihe von kulturellen und sozialen Organisationen auf eine schwarze Liste gesetzt. Die Photo League erfuhr, dass sie auf der schwarzen Liste stand, als Sonia Handelman Meyer einen Anruf von der New York Times erhielt, die sich nach ihrer Situation erkundigte. Die Photo League kämpfte mehrere Jahre gegen die schwarze Liste, während Sonia Handelman Meyer weiter an ihren Fotografien arbeitete. In dieser Zeit entstanden unter anderem Aufnahmen des Sydenham Hospitals in Harlem, die vom Krankenhaus verwendet und 1947 in einer Ausgabe der U.S. Camera veröffentlicht wurden.
1951 löste sich die Photo League auf und Sonia Handelman Meyer heiratete. In den folgenden zwei Jahrzehnten fotografierte Meyer weiter und gebar zwei Kinder. 1978 wurde sie interviewt und drei ihrer Fotos wurden in der Ausstellung This Was The Photo League des International Center of Photography verwendet. 2002 zog Meyer nach Charlotte, um näher bei ihrem Sohn Joe und dessen Familie zu sein. Sonia Handelman Meyer starb am 11. September 2022 im Alter von 102 Jahren in Charlotte.  
Nach der Auflösung der Photo League 1951 geriet Meyers Werk weitgehend in Vergessenheit, bis es 2006 von einem Galeristen in Charlotte wiederentdeckt wurde. 2014 präsentierte das Mint Museum in Charlotte die Ausstellung Bearing Witness: The New York Photo League and Sonia Handelman Meyer, in der rund 100 Fotografien von Mitgliedern der Photo League gezeigt wurden. Seitdem haben zahlreiche Museen ihre Fotografien erworben, darunter das Metropolitan Museum of Art, das Jewish Museum und das National Museum of Women in the Arts.

## Werk
Sonia Handelman Meyers fotografisches Werk zeichnet sich durch einfühlsame und authentische Darstellungen urbanen Lebens aus. Sie dokumentiert vor allem das Leben auf den Straßen New Yorks, mit besonderem Augenmerk auf Randgruppen und soziale Ungerechtigkeiten. Ihre Bilder fangen die Emotionen und Geschichten ihrer Motive ein und spiegeln die sozialen Verhältnisse ihrer Zeit wider.